# Liga Nacional de Honduras 1967-68
La temporada 1967-1968 de la Liga Nacional de Fútbol de Honduras fue la tercera edición profesional de esta liga. 
El formato del torneo se mantuvo igual que la temporada anterior. El C.D. Olimpia ganó el título y se clasificó a la Copa de Campeones de la Concacaf 1968.

## Formato
Los diez participantes disputan el campeonato bajo un sistema de liga, es decir, todos contra todos a visita recíproca; con un criterio de puntuación que otorga:
- 2 puntos por victoria
- 1 punto por empate
- 0 puntos por derrota.

El campeón sería el club que al finalizar el torneo haya obtenido la mayor cantidad de puntos, y por ende se ubique en el primer lugar de la clasificación.
En caso de concluir con dos equipos empatados en el primer lugar, se procedería a un partido de desempate entre ambos conjuntos. De haber empate en este, se alargaría el juego a la disputa de dos tiempos extras de 15 minutos cada uno y nuevamente de terminar en empate, se nombrará campeón al equipo que obtuvo mayor diferencia de goles en la clasificación.
El descenso a Segunda División corresponderá al equipo que acumulara la menor cantidad de puntos, y que por ende finalice en el último lugar de la clasificación. Al igual que el campeonato, para el descenso se contempló un partido extra en caso de empate en puntos de uno o más equipos.

## Ascensos y descensos
| Ascendido de la Segunda División 1966-67 |
| ---------------------------------------- |
| Atlético Indio                           |

| Descendido en la Liga Nacional 1966-67 |
| -------------------------------------- |
| Troya                                  |

## Equipos participantes
| Equipo           | Sede           |
| ---------------- | -------------- |
| Atlético Español | Tegucigalpa    |
| Atlético Indio   | Tegucigalpa    |
| España           | San Pedro Sula |
| Honduras         | El Progreso    |
| San Pedro        | San Pedro Sula |
| Marathón         | San Pedro Sula |
| Motagua          | Tegucigalpa    |
| Olimpia          | Tegucigalpa    |
| Platense         | Puerto Cortés  |
| Vida             | La Ceiba       |

## Resultados
| Pos. | Equipo           | Pts. | PJ | G  | E | P | GF | GC | Dif. |
| ---- | ---------------- | ---- | -- | -- | - | - | -- | -- | ---- |
| 1.   | Olimpia          | 27   | 18 | 10 | 7 | 1 | 29 | 11 | +18  |
| 2.   | Marathón         | 22   | 18 | 9  | 4 | 5 | 21 | 22 | -1   |
| 3.   | Honduras         | 20   | 18 | 8  | 4 | 6 | 31 | 23 | +8   |
| 4.   | Vida             | 19   | 18 | 8  | 3 | 7 | 31 | 28 | +3   |
| 5.   | Platense         | 19   | 18 | 6  | 7 | 5 | 21 | 20 | +1   |
| 6.   | Motagua          | 17   | 18 | 6  | 5 | 7 | 22 | 21 | +1   |
| 7.   | España           | 16   | 18 | 5  | 6 | 7 | 32 | 32 | 0    |
| 8.   | Atlético Indio   | 16   | 18 | 5  | 6 | 7 | 21 | 28 | -7   |
| 9.   | Atlético Español | 12   | 18 | 3  | 6 | 9 | 22 | 30 | -8   |
| 10.  | San Pedro        | 12   | 18 | 3  | 6 | 9 | 22 | 37 | -15  |

|  | Campeón                    |
|  | Partido por el no descenso |

|                           |
| Olimpia Campeón 2° título |

Descenso
| 1968                                   | Atlético Español | 3:2 | San Pedro | Honduras, |  |
| San Pedro desciende a Segunda División |                  |     |           |           |  |